# قرار مجلس الأمن التابع للأمم المتحدة رقم 924
قرار مجلس الأمن التابع للأمم المتحدة رقم 924، الذي تم تبنيه بالإجماع في 1 يونيو 1994، بعد النظر في الحرب الأهلية في اليمن بين الحكومة اليمنية والحزب الاشتراكي اليمني، دعا المجلس إلى الوقف الفوري للأعمال العدائية وإرسال بعثة لتقصي الحقائق إلى البلد.
وأعرب المجلس عن قلقه إزاء مقتل المدنيين الأبرياء، مثمناً جهود جامعة الدول العربية ومجلس التعاون الخليجي ومنظمة المؤتمر الإسلامي ومختلف الدول للإسهام في إيجاد حل سلمي للصراع.
بعد أن اعتبر المجلس أن الوضع قد يشكل تهديداً للسلم والأمن في المنطقة ، حث المجلس على إنهاء تزويد الأطراف بالسلاح والعتاد الذي يمكن أن يسهم في الصراع، مذكراً جميع الأطراف المعنية بأنه لا يمكن تسوية الخلافات من خلال استخدام القوة وحثهم على العودة للمفاوضات.
وطُلب من الأمين العام بطرس بطرس غالي إرسال بعثة لتقصي الحقائق إلى اليمن لتقييم آفاق الحوار بين الأطراف وتقديم تقرير عن نتائج البعثة في غضون أسبوع من انتهائها. على الرغم من صدور القرار 924، لم يكن له تأثير يذكر، حيث تم إعلان وقف إطلاق النار لكنه استمر ست ساعات فقط. تم تناول النزاع بشكل أكبر في القرار 931.

## روابط خارجية
- نص القرار في undocs.org